# Gregor Christian Martini
Gregor Christian Martini (* 25. Mai 1672; † 28. Februar 1728) war ein deutscher Rechtsanwalt und Lexikograf.
Er war Rechtsanwalt am Hofgericht in Stargard in Hinterpommern, das damals zu Preußen gehörte.
1704 veröffentlichte er ein deutsches Wörterbuch unter dem Titel Gelehrter Teutschen Redner-Schatz oder Oratorisches Lexikon. Hierbei griff er auf Texte seines Halbbruders Ernst Gottfried Meinelvus zurück. Zwei geplante weitere Teile mit einem „Auszug von gött- und geistlichen Sachen“ und einem „Kern und Vorraht von König- und Fürstlichen Reden“ sind wohl nicht erschienen.
Martini war zweimal verheiratet. Er hatte fünf Söhne, von denen ihn zwei überlebten.

## Schriften
- Gelehrter Teutschen Redner-Schatz oder Oratorisches Lexikon. Johann Gottfried Conradi, Frankfurt und Leipzig [1704]. (Online)